# Steve Lang
Steve Lang (Montreal, Quebec, Canadá, 24 de marzo de 1949 - 4 de febrero de 2017) fue un músico canadiense, conocido por su participación como bajista en la banda canadiense de rock April Wine. Fue padre de Erin Lang, música de electrónica y rock alternativo.

## Carrera artística

### Mashmakhan
Al desbandarse Mashmakhan en 1971, el bajista y vocalista Brian Edwards reintegró a esta banda a finales de la década de 1970 con dos músicos nuevos: Jerry Mercer y Steve Lang,  aunque no duró mucho esta reformación y la agrupación de deshizo definitivamente.

### April Wine
En 1975, Lang se unió a April Wine sustituyendo a Jim Clench cuando este último dejó la banda para unirse a Bachman-Turner Overdrive en ese momento.  Lang grabó el bajo en los álbumes más exitosos de la agrupación, siendo parte de la formación que más se recuerda de April Wine. En 1984 la banda se desintegró, dejando a Steve Lang sin grupo alguno.

### Trabajo como solista
Después de mucho tiempo inactivo, Lang publicó de forma independiente en 2007 un álbum en solitario llamado Take off Your Shoes.

## Muerte
Lang murió el 4 de febrero de 2017. Cuando Steve falleció, Myles Goodwyn, vocalista y fundador de April Wine, confirmó en su cuenta de Facebook que Lang padecía de la enfermedad de Parkinson.

## Discografía

### April Wine
- 1976: The Whole World's Goin' Crazy
- 1977: Forever for Now
- 1978: First Glance
- 1979: Harder... Faster
- 1979: Greatest Hits
- 1980: The Nature of the Beast
- 1982: Power Play
- 1984: Animal Grace

### En solitario
- 2007: Take off Your Shoes